# The Woman in the Window
The Woman in the Window (bra: Um Retrato de Mulher) é um filme estadunidense de 1944, do gêneros suspense e drama policial (filme noir), dirigido por Fritz Lang. Baseado em obra de J. H. Wallis (Once Off Guard), o filme é também a primeira produção independente do roteirista e futuro diretor Nunnally Johnson.

## Sinopse
Professor assistente de psicologia de meia-idade, amigo de promotor e médico, manda a esposa e filhos passarem as férias fora, ficando sozinho em casa. Logo no primeiro dia, ao passar pela vitrine de uma galeria de artes, fica atraído pela imagem de uma bela mulher retratada num quadro emoldurado. À noite, ao passar novamente pela imagem, conhece a mulher em pessoa, e acaba resolvendo tomar uns drinques no apartamento dela. Mas é surpreendido pelo violento amante da mulher que chega de surpresa e, enciumado, o ataca. Depois de uma rápida luta, o professor mata o seu atacante a golpes de tesoura. Desesperado pra se safar e também livrar a mulher, decide esconder o corpo em um lugar afastado. Mas não sabe que o morto era um homem importante, e que estava sendo seguido por um guarda-costas e ex-criminoso, que vai procurar chantagear o professor e a mulher ameaçando contar à polícia o que sabe.

## Elenco
- Edward G. Robinson .... Professor Richard Wanley
- Joan Bennett .... Alice Reed
- Raymond Massey .... Promotor Frank Lalor
- Edmund Breon .... Dr. Michael Barkstane
- Dan Duryea .... Heidt / Tim, o porteiro
- Thomas E. Jackson .... Inspetor Jackson
- Dorothy Peterson .... Senhora Wanley

## Principais prêmios e indicações
- O filme foi indicado ao Oscar de melhor trilha sonora original.